# نوء أزرق
النوء الأزرق (الاسم العلمي: Halobaena caerulea) هو طائر بحري صغيرمن فصيلةخطافات البحر. هذا النوء الصغير هو العضو الوحيد من جنس Halobaena، لكنه متحالف بشكل وثيق مع طيور الحيتان (البريونات). ينتشر عبر المحيط الجنوبي، ولكنه يتكاثر في ستة مواقع معروفة فقط، وكلها قريبة من منطقة التقارب في القطب الجنوبي.